# Elmendorf Air Force Base

i7
i11
i13
Die Elmendorf Air Force Base (kurz: Elmendorf AFB, IATA-Code: EDF, ICAO-Code: PAED) ist ein Stützpunkt der US-Luftwaffe (USAF) in Alaska und gehört zu den Pacific Air Forces (PACAF). Auf der Basis ist das regionale Verbundkommando US Alaskan Command beheimatet, dem sie und alle auf ihr stationierten Einheiten unterstehen. Im Jahr 2010 wurde sie mit dem Heeresstützpunkt Fort Richardson zur Joint Base Elmendorf–Richardson zusammengefasst.
Die Basis liegt unmittelbar nordöstlich von Anchorage und hat zwei Start- und Landebahnen: 06/24 (3050 m) und 16/34 (2290 m). Die Eleventh Air Force (11. Luftflotte) der PACAF ist hier mit Kampfflugzeugen (F-15, F-22), Transportflugzeugen (C-130, C-17), und Aufklärungsflugzeugen (E-3 AWACS) vertreten. Auf der Basis sind rund 5500 Soldaten und  Zivilangestellte stationiert.

## Geschichte

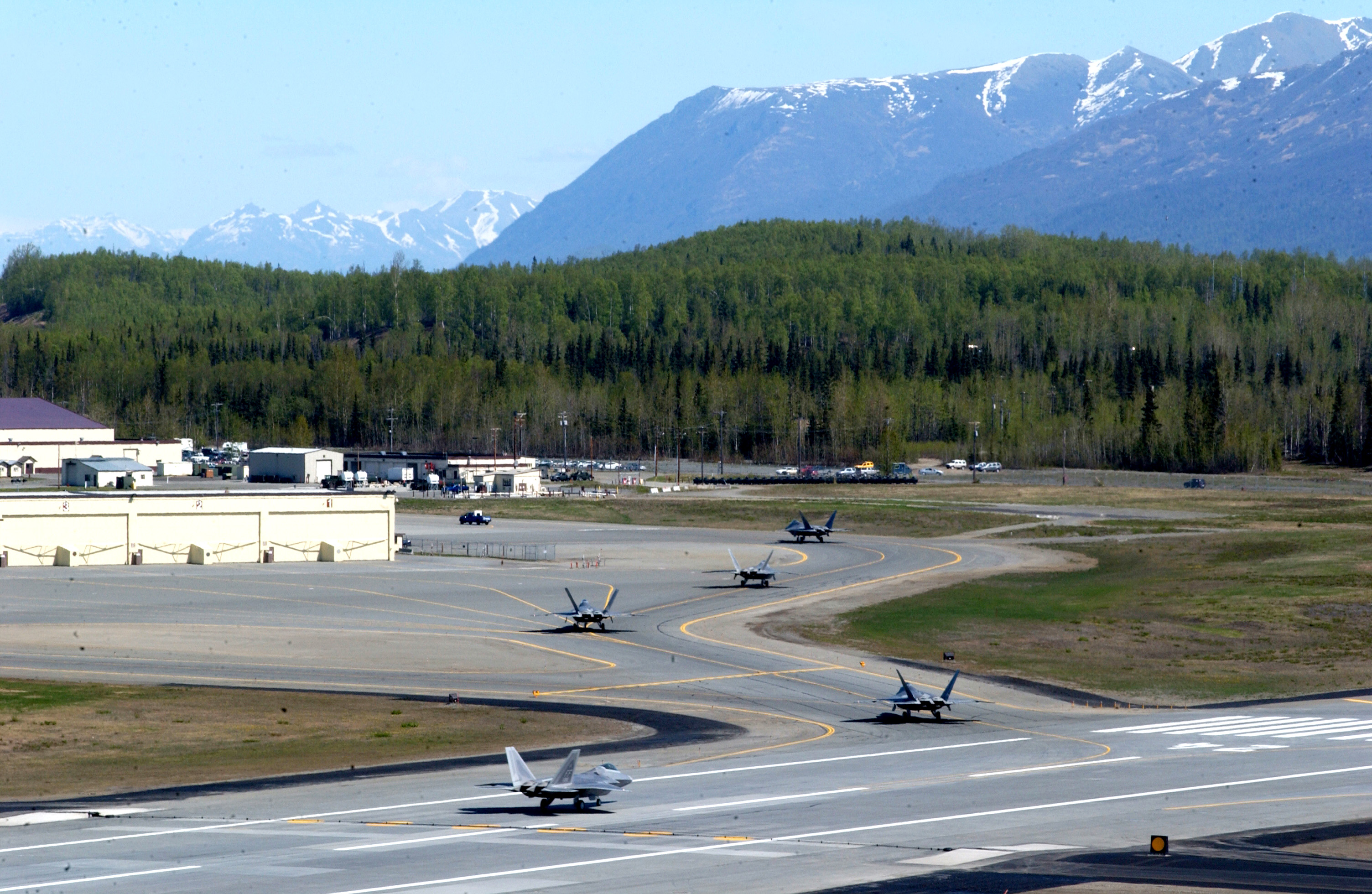
F-22 Raptor auf der Elmendorf AFB

Am 8. Juni 1940 begann das US Army Air Corps mit dem Bau eines Flugfeldes für Fort Richardson. Als Namensgeber wählte man den Testpiloten Hugh Merle Elmendorf. Am 12. Dezember 1940 erhielt der Flugplatz offiziell den Namen Elmendorf Field und wurde am 21. Juni 1942 umbenannt in Elmendorf Army Air Base.
Zum Ende des Zweiten Weltkriegs stationierte die US-Luftwaffe vermehrt Einheiten in Elmendorf, um gegen eine Bedrohung aus Japan gewappnet zu sein. Nach dem Krieg, am 26. März 1948, bekam der Stützpunkt die Bezeichnung Elmendorf Air Force Base.
Als nordwestlicher Vorposten der USAF ist die Basis seit dem Kalten Krieg von strategischer Bedeutung und wurde daher Sitz eines regionalen Kontrollzentrums von NORAD und des von 1947 bis 1975 bestehenden Alaskan Air Command. Seit den 1950ern ist Elmendorf AFB eine wichtige Zwischenstation für Flüge in den Fernen Osten, zunächst im Koreakrieg und Vietnamkrieg, ab Mitte der 1980er für Aufklärungsflüge mit AWACS-Maschinen. Im Februar 2007 wurde die F-22 in Elmendorf eingeführt, die die F-15 nach und nach ablöst. Im Juni 2007 landete hier die erste für diesen Stützpunkt bestimmte McDonnell Douglas C-17, die die Lockheed C-130 ersetzt.
Die Elmendorf Air Force Base war ein möglicher Notlandeplatz des Space Shuttles im Falle einer außerplanmäßigen Landung.
Am 15. August 2025 trafen sich US-Präsident Donald Trump und der russische Staatspräsident Wladimir Putin auf dem Militärstützpunkt zu Verhandlungen über den Russisch-Ukrainischen Krieg.

## Zwischenfälle
- Am 29. Oktober 1945 stürzte eine Douglas DC-4/C-54B-1-DC der United States Army Air Forces (USAAF) (Luftfahrzeugkennzeichen 42-72421) 13 Kilometer südöstlich der Elmendorf Air Force Base in einen Wald am Fuß der Chugach Mountains. Von den sieben Insassen kamen 5 Besatzungsmitglieder ums Leben.[4]

- Am 27. Januar 1957 fing an einer Douglas C-124C Globemaster II der United States Air Force (USAF) (50-088) kurz nach dem Start von der Elmendorf Air Force Base ein Triebwerk Feuer. Den Piloten gelang es nicht, zum Stützpunkt zurückzukehren. Stattdessen wurde eine Notlandung auf dem Eis des Cook Inlet durchgeführt, etwa 20 Meter vom Ufer entfernt. Das Flugzeug wurde irreparabel beschädigt. Alle 12 Insassen, Besatzungsmitglieder und Passagiere, überlebten den Unfall.[5]

- Am 9. September 1958 verunglückte eine Douglas DC-3/SC-47 der United States Air Force (USAF) (43-15345) beim Start von der Elmendorf Air Force Base, nachdem Triebwerksprobleme aufgetreten waren. Von den 20 Insassen kamen 13 ums Leben.[6]

- Am 22. Dezember 1958 kollidierte eine Douglas DC-4/C-54 der United States Air Force (USAF) (Kennzeichen unbekannt) 47 Minuten nach dem Start mit dem 3054 Meter hohen Mount Iliamna, 215 Kilometer südwestlich des Startflugplatzes Elmendorf Air Force Base. Die Maschine war auf dem Flug zur Shemya Air Force Base auf den Aleuten-Inseln. Alle 15 Insassen kamen ums Leben.[7]

- Am 18. Januar 1959 wurde eine Boeing KC-97G Stratofreighter der United States Air Force (USAF) (53-0308) auf der Elmendorf Air Force Base durch einen Brand am Boden zerstört. Alle 24 Insassen, Besatzungsmitglieder und Passagiere, überlebten den Unfall.[8]

- Am 22. Februar 1960 wurde eine Douglas DC-6/C-118A der US-amerikanischen Alaska Airlines (N11817) im Anflug auf die Elmendorf Air Force Base so weit unter den Gleitpfad geflogen, dass sie 360 Meter vor der Landebahn aufschlug und irreparabel beschädigt wurde. Die Gründe waren zu niedrige Leistungseinstellung, zu weit ausgefahrene Landeklappen und eine exzessive Sinkgeschwindigkeit. All dies hatten der Erste Offizier und der Flugingenieur bemerkt, aber den Kapitän nicht darauf hingewiesen. Alle vier Besatzungsmitglieder, die einzigen Insassen auf dem Überführungsflug, überlebten diesen CFIT (Controlled flight into terrain).[9]

- Am 26. Dezember 1968 startete eine Boeing 707-321C der Pan American World Airways (N799PA) auf einem Frachtflug ohne ausgefahrene Auftriebshilfen von der Elmendorf Air Force Base. Kurz nach dem Abheben führte ein Strömungsabriss zum Absturz der Maschine, wobei die drei Mitglieder der Flugbesatzung ums Leben kamen (siehe auch Pan-Am-Flug 799).[10]

- Am 1. Oktober 1974 wurde eine Douglas C-124C Globemaster II der United States Air Force (USAF) (51-075) auf der Elmendorf Air Force Base bei einem Bodenunfall  irreparabel beschädigt. Über Personenschäden liegen keine Informationen vor. Dies war der letzte Totalverlust einer C-124 seit ihrer Indienststellung im Jahr 1951.[11]

- Am 22. September 1995 stürzte auf der Elmendorf Air Force Base bei Anchorage in Alaska eine  Boeing E-3 Sentry der US Air Force (Rufzeichen: Yukla 27) kurz nach dem Abheben aufgrund Vogelschlages ab, nachdem Gänse in die beiden Triebwerke an der linken Tragfläche geraten waren und diese ausfielen. Dabei starben alle 24 Besatzungsmitglieder, darunter ein Kanadier (siehe auch Flugunfall Yukla 27).[12][13]